# Felice Corna
Felice Corna (... – 1962) è stato un calciatore italiano, di ruolo difensore.

## Carriera
Con la Pro Vercelli disputa 5 gare nel campionato di Prima Divisione 1923-1924. Milita nella Pro Vercelli fino al 1925.